# Ramil Guliyev
Ramil Guliyev (aserbaidschanisch Ramil Eldar oğlu Quliyev, auch russisch Рамиль Гулиев / Ramil Gulijew; * 29. Mai 1990 in Baku, Aserbaidschanische SSR, Sowjetunion) ist ein türkischer Leichtathlet aserbaidschanischer Herkunft, der sich auf den Sprint spezialisiert hat und seit 2011 für die Türkei an den Start geht. Seine größten Erfolge sind der Weltmeistertitel über 200 Meter im Jahr 2017 sowie der Titel über dieselbe Distanz bei den Europameisterschaften 2018 in Berlin.

## Sportliche Laufbahn
Erste internationale Erfahrungen sammelte Ramil Guliyev im Jahr 2006, als er bei den Juniorenweltmeisterschaften in Peking im 100-Meter-Lauf mit 10,91 s in der ersten Runde ausschied. Im Jahr darauf gewann er bei den Jugendweltmeisterschaften in Ostrava in 20,72 s die Silbermedaille über 200 Meter und anschließend siegte er beim Europäischen Olympischen Jugendfestival (EYOF) in Belgrad in 10,50 s über 100 Meter sowie in 20,98 s auch im 200-Meter-Lauf. 2008 startete er im 60-Meter-Lauf bei den Hallenweltmeisterschaften in Valencia und schied dort mit 6,84 s im Vorlauf aus. Im Juli wurde er dann bei den Juniorenweltmeisterschaften in Bydgoszcz in 21,00 s Fünfter über 200 Meter und nahm über diese Distanz anschließend an den Olympischen Spielen in Peking teil und schied dort mit neuem aserbaidschischem Landesrekord von 20,66 s im Viertelfinale aus. 2009 wurde er bei den Halleneuropameisterschaften in Turin in 6,67 s Siebter über 60 Meter und wenige Monate später gewann er bei der Sommer-Universiade in Belgrad in persönlicher Bestzeit und neuem Landesrekord von 20,04 s die Goldmedaille im 200-Meter-Lauf. Kurz darauf holte er in 20,33 s bei den Junioreneuropameisterschaften in Novi Sad ebenfalls die Goldmedaille über 200 Meter und stellte damit einen neuen Meisterschaftsrekord auf. Zudem gewann er über 100 Meter in 10,16 s die Silbermedaille. Daraufhin erreichte er bei den Weltmeisterschaften in Berlin auf Anhieb das Finale über 200 Meter und klassierte sich dort mit 20,61 s auf dem siebten Platz. Daraufhin wurde er in 20,47 s Dritter beim Memorial Van Damme in Brüssel.
Seit Anfang 2011 startet Guliyev für die Türkei, durfte aber erst seit 2013 an internationalen Wettkämpfen teilnehmen. Guliyev begründete seinen Nationenwechsel mit besseren sportlichen und finanziellen Voraussetzungen in der Türkei. 2013 gewann er dann bei den Mittelmeerspielen in Mersin in 10,23 s die Silbermedaille über 100 Meter hinter dem Franzosen Emmanuel Biron und im 200-Meter-Lauf musste er sich in 20,46 s nur dem Griechen Lykourgos-Stefanos Tsakonas geschlagen geben. Daraufhin startete er über 200 Meter bei den Studentenweltspielen in Kasan und schied dort mit 20,84 s aus. Im Jahr darauf siegte er in 10,24 s bei den Balkan-Meisterschaften in Pitești über 100 Meter sowie in 21,04 s auch über 200 Meter. Anschließend wurde er bei den Europameisterschaften in Zürich im Vorlauf über 100 Meter disqualifiziert und über 200 Meter belegte er in 20,48 s den sechsten Platz. Zudem schied er mit der türkischen 4-mal-100-Meter-Staffel mit 39,83 s im Vorlauf aus. Bei den IAAF World Relays 2015 auf den Bahamas schied er mit der 4-mal-200-Meter-Staffel mit neuem Landesrekord von 1:23,55 min in der Vorrunde aus und anschließend gewann er bei der Sommer-Universiade im südkoreanischen Gwangju in 10,16 s die Bronzemedaille über 100 Meter hinter dem Südafrikaner Akani Simbine und Kemarley Brown aus Jamaika. Auch über 200 Meter gewann er in 20,59 s die Bronzemedaille hinter dem Ivorer Hua Wilfried Koffi und Bryce Robinson aus den Vereinigten Staaten. Kurz darauf verteidigte er bei den Balkan-Meisterschaften in Pitești in 20,59 s seinen Titel über 200 Meter und siegte in 39,35 s auch mit der türkischen 4-mal-100-Meter-Staffel. Daraufhin gelangte er bei den Weltmeisterschaften in Peking bis in das Finale über 200 Meter und klassierte sich dort mit 20,11 s auf dem sechsten Platz. 2016 siegte er in 10,30 s bzw. 20,98 s bei den Balkan-Meisterschaften in Pitești über 100 und 200 Meter, ehe er bei den Europameisterschaften in Amsterdam in 20,51 s die Silbermedaille über 200 Meter hinter dem Spanier Bruno Hortelano gewann. Zudem belegte er in 10,23 s den sechsten Platz über 100 Meter und verpasste im Staffelbewerb mit 39,58 s den Finaleinzug. Anschließend startete er über 200 Meter bei den Olympischen Spielen in Rio de Janeiro und belegte dort mit 20,43 s den achten Platz im Finale, während er mit der Staffel in 38,30 s trotz neuem Landesrekord den Finaleinzug verpasste.
2017 siegte er zum Saisoneinstieg in 10,06 s über 100 Meter bei den Islamic Solidarity Games in Baku und auch im 200-Meter-Lauf siegte er in 20,08 s und stellte damit über beide Distanzen einen neuen Spielrekord auf. Zudem gewann er in der 4-mal-100-Meter-Staffel in 39,56 s die Silbermedaille hinter dem Team aus Bahrain. Im August erreichte er bei den Weltmeisterschaften in London erneut das Finale über 200 Meter und siegte dort überraschend in 20,06 s. Damit siegte erstmals seit 2001 wieder ein Europäer über diese Distanz bei Weltmeisterschaften und er war der Zweite überhaupt. Für diesen Sieg wurde er 2017 auch mit dem Sedat-Simavi-Preis in der Kategorie Sport ausgezeichnet. Zum Saisonabschluss wurde er beim Memorial Van Damme in 20,02 s Dritter über 200 Meter. Im Jahr darauf eröffnete er die Saison mit einem dritten Platz bei der Doha Diamond League und lief dort 20,11 s, ehe er bei den Bislett Games in Oslo mit neuem Landesrekord von 19,90 s siegte. Anschließend siegte er in 19,92 s auch beim Bauhaus-Galan in Stockholm und siegte dann bei den Mittelmeerspielen in Tarragona in 20,15 s und stellte damit einen neuen Spielerekord auf. Zudem gewann er mit der türkischen Staffel in 38,50 s die Silbermedaille hinter Italien. Anschließend wurde er beim Herculis in Monaco in 19,99 s Zweiter und galt damit als großer Favorit für die Europameisterschaften in Berlin. Dort wurde er seiner Favoritenrolle mehr als gerecht und siegte dort in 19,76 s über 200 Meter und stellte damit einen neuen Meisterschaftsrekord auf und löste damit die bisherige Bestmarke von 19,85 s des Griechen Konstantinos Kenteris aus dem Jahr 2002 auf. Zudem gewann er im Staffelbewerb gemeinsam mit Emre Zafer Barnes, Jak Ali Harvey und Yiğitcan Hekimoğlu mit neuem Landesrekord von 37,98 s die Silbermedaille hinter dem Vereinigten Königreich. Anfang September wurde er in 20,28 s Zweiter beim IAAF Continentalcup in Ostrava hinter dem Panamaer Alonso Edward und wurde mit der Europastaffel in 38,96 s ebenfalls Zweiter. 2019 siegte er zum Saisonauftakt in 19,99 s bei der Diamond League in Doha und kurz darauf erreichte er bei den World Relays in Yokohama nach 39,13 s Rang sieben in der 4-mal-100-Meter-Staffel. Beim Bauhaus Galan wurde er in 20,40 s Zweiter und auch bei der Diamond League in Rabat lief er nach 20,28 s auf Rang zwei ein. Auch beim Meeting de Paris und beim Memorial Van Damme wurde er in 20,01 s bzw. 19,86 s Zweiter. Anschließend gelangte er bei den Weltmeisterschaften in Doha ein weiteres Mal das Finale über 200 Meter und klassierte sich diesmal in 20,07 s auf dem fünften Platz. Zudem wurde er mit der Staffel im Vorlauf disqualifiziert. Bei den World Athletics Relays 2021 im polnischen Chorzów verpasste er mit 39,59 s den Finaleinzug in der 4-mal-100-Meter-Staffel. Im August gelangte er bei den Olympischen Spielen in Tokio bis ins Halbfinale über 200 Meter und schied dort mit 20,31 s aus. Zudem wurde er mit der Staffel im Vorlauf disqualifiziert.
2022 siegte er in 20,21 s erneut über 200 Meter bei den Mittelmeerspielen in Oran und gewann über 100 Meter in 10,16 s die Silbermedaille hinter seinem Landsmann Jak Ali Harvey. Anschließend gewann er bei den Islamic Solidarity Games in Konya in 20,24 s die Silbermedaille über 200 Meter hinter dem Kameruner Emmanuel Eseme und siegte mit der Staffel in 38,74 s. Daraufhin kam er bei den Europameisterschaften in München im Halbfinale über 200 Meter nicht ins Ziel. Im Jahr darauf wurde er bei der 1. Liga der Team-Europameisterschaft im Rahmen der Europaspiele in Chorzów in 38,96 s Zweiter im B-Lauf der 4-mal-100-Meter-Staffel. Anschließend siegte er in 20,69 s bei den Balkan-Meisterschaften in Kraljevo über 200 Meter und in 39,09 s auch im Staffelbewerb. Im August kam er dann bei den Weltmeisterschaften in Budapest mit 20,89 s nicht über den Vorlauf über 200 Meter hinaus. 2024 siegte er in 21,06 s über 200 Meter bei den Balkan-Meisterschaften in Izmir und siegte auch mit der Staffel in 39,54 s. Kurz darauf schied er bei den Europameisterschaften in Rom mit 20,87 s im Halbfinale über 200 Meter aus. Im Jahr darauf wurde er bei der 2. Liga der Team-Europameisterschaft in Maribor in 39,38 s Fünfter im A-Lauf über 4-mal 100 Meter und anschließend gewann er mit der Staffel bei den Balkan-Meisterschaften in Volos in 39,05 s die Silbermedaille hinter dem griechischen Team.
2023 wurde Guliyev türkischer Meister im 200-Meter-Lauf.

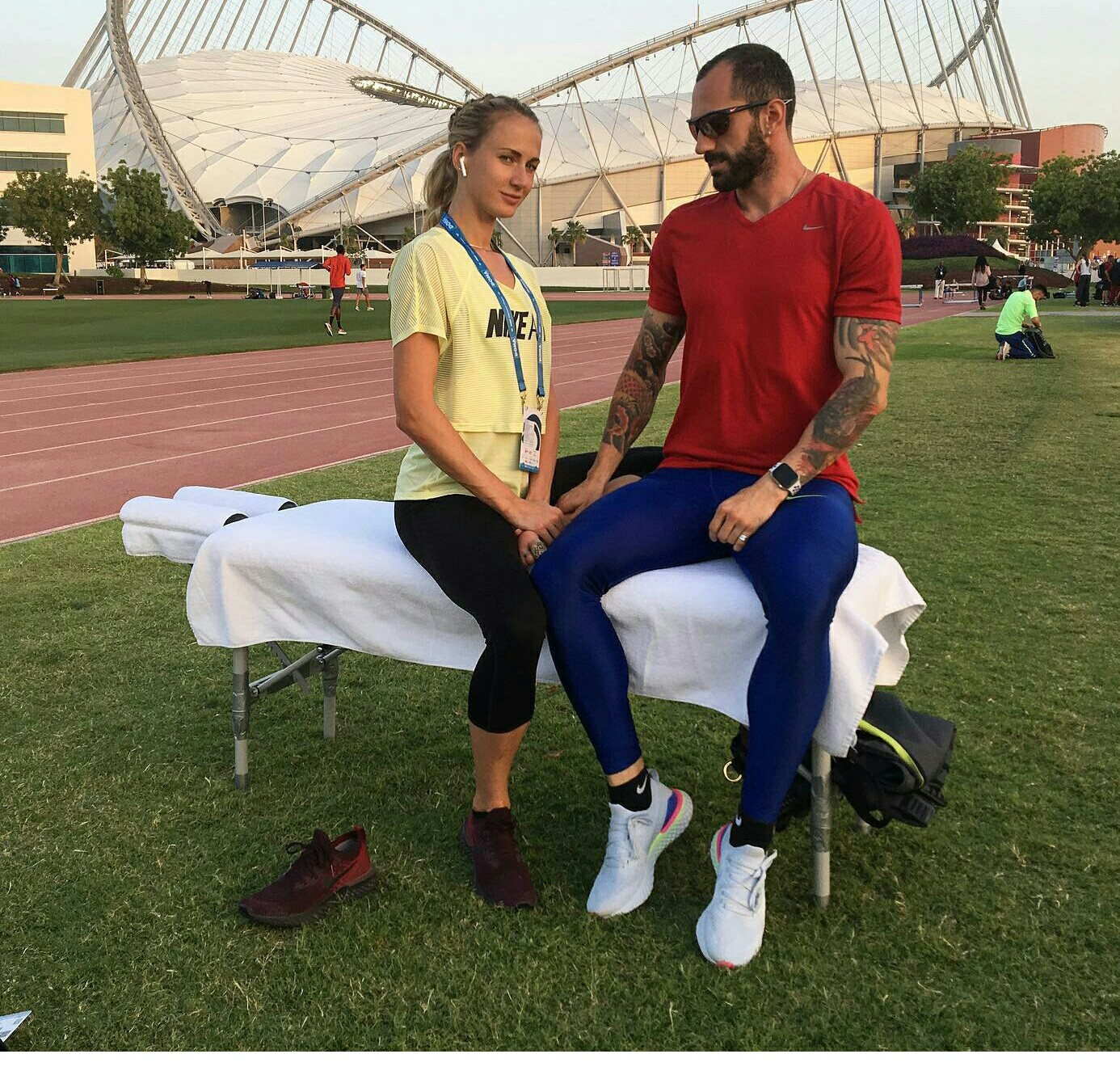
Ramil und Ekaterina Guliyev im Jahr 2020

## Persönliche Bestleistungen
- 100 Meter: 9,97 s (+1,5 m/s), 6. Juli 2017 in Bursa
  - 60 Meter (Halle): 6,58 , 13. Januar 2012 in Sumy
- 150 Meter: 8. September 2020 in Ostrava (türkische Bestleistung)
- 200 Meter: 19,76 s (+0,7 m/s), 9. August 2018 in Berlin (türkischer Rekord)
  - 200 Meter (Halle): 21,05 s, 14. Februar 2012 in Liévin

## Persönliches
Er ist mit der russisch-türkischen Mittelstreckenläuferin Ekaterina Guliyev (Jekaterina Poistogowa) verheiratet und hat mit ihr ein gemeinsames Kind.